# Giulio Bordon
Giulio Bordon (Nus, 26 maggio 1888 – 4 aprile 1965) è stato un politico italiano, deputato all'Assemblea Costituente, eletto per il Fronte Democratico Progressista Repubblicano.